# 全日空日本航空
全日空日本航空（日語：エアージャパン），是全日本空輸集團旗下的一家航空公司，僅營運國際航線。該公司成立初期以作行號，初始呼號為。目前除接受全日空的委托航班外，也營運「AirJapan」的航線。

## 歷史
- 1990年6月29日－World Air Network（日文：ワールドエアーネットワーク（株））成立
- 1991年2月8日－取得不定期航空運送事業執照
- 1995年9月1日－事業暫停
- 2001年7月5日－World Air Network改為Air Japan(日文：（（株）エアージャパン）)
- 2002年1月1日－航線再開：關西～金浦
- 2002年3月29日－新設航線：關西～關島（每週2班）
- 2002年12月1日－關西～關島航線增加至每週7班
- 2003年3月30日－新設航線：成田～檀香山
- 2003年8月1日－羽田～關島航線被全日空受託租航行
- 2003年10月26日－關西～香港航線被全日空受託租航行
- 2004年3月28日－成田～香港航線被全日空受託租航行（波音767只基於的成田夜晚出發或香港早上出發航班）
- 2004年6月2日－貨物航線 成田～大連航線被全日空受託租航行
- 2004年6月4日－貨物航線 成田～厦門航線被全日空受託租航行
- 2004年9月1日－貨物航線 成田～天津航線被全日空受託租航行
- 2004年10月31日－貨物航線 成田～香港航線被全日空受託租航行
- 2004年10月31日－貨物航線 成田～青島航線被全日空受託租航行
- 2005年1月1日－貨物航線 成田～上海／浦東航線被全日空受託租航行
- 2006年10月29日－成田～廣州航線被全日空受託租航行
- 2006年8月1日－（株）ANA&JPexpress分割貨物部門
- 2008年4月1日－羽田～香港航航線被全日空受託租航行
- 2010年7月1日－（株）ANA&JPexpress被拼回全日空
- 2022年3月8日－ 全日空控股和全日空日本航空宣布推出新品牌AirJapan，該公司的機組人員將負責全日空和AirJapan兩個品牌[4]。

## 航線
目前主要為接受全日本空輸 (ANA) 委託營運日本往返包含台灣等東亞及東南亞航線。營運時皆會使用全日本空輸 (ANA) 塗裝飛機，機組員亦皆穿著全日空制服，並依照全日空的服務標準提供服務。
此外，亦營運自有品牌AirJapan的航班。

## 過往航線
由全日空日本航空經營（與全日本空輸代碼共享）
- 東京成田 - 檀香山（NH/NQ1052/1051）
- 東京成田 - 首爾仁川（貨機航班）

由母公司全日本空輸受託營運
- 東京成田 - 香港、胡志明市、大連
- 東京羽田 - 檀香山

全日空貨機航班
- 東京成田 - 香港、上海浦東、曼谷、廈門、大連、台北桃園、廣州、名古屋、那霸（中途停名古屋）
- 東京羽田 - 那霸、佐賀（單程航班，只前往佐賀）
- 名古屋 - 那霸
- 大阪關西 - 香港、曼谷、天津、大連、青島、台北桃園、東京羽田（單程航班，只前往東京）、那霸
- 佐賀 - 大阪關西（單程航班，只前往大阪）
- 那霸 - 香港、上海浦東、青島、曼谷、首爾仁川、台北桃園

## 機隊

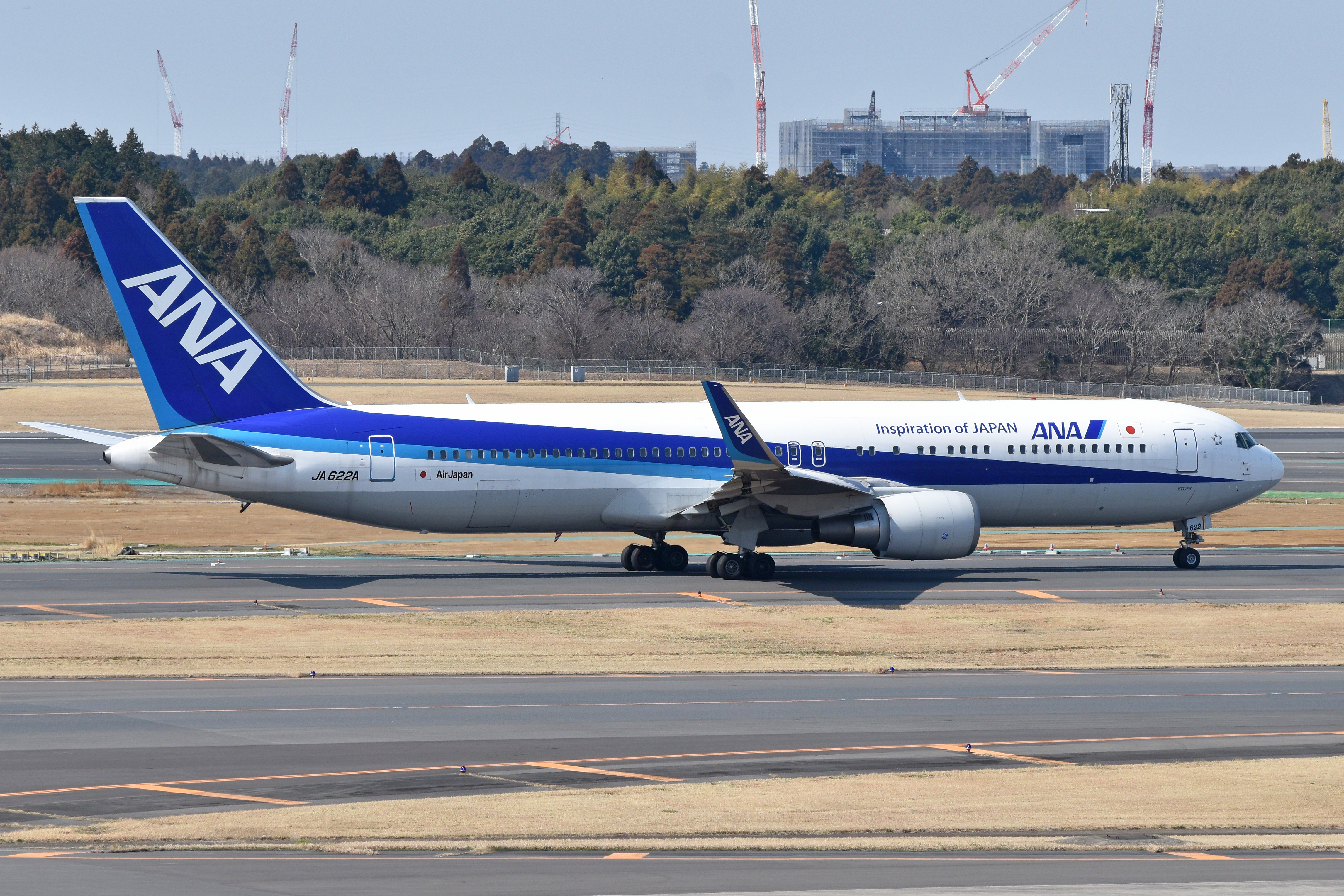
波音767-300ER

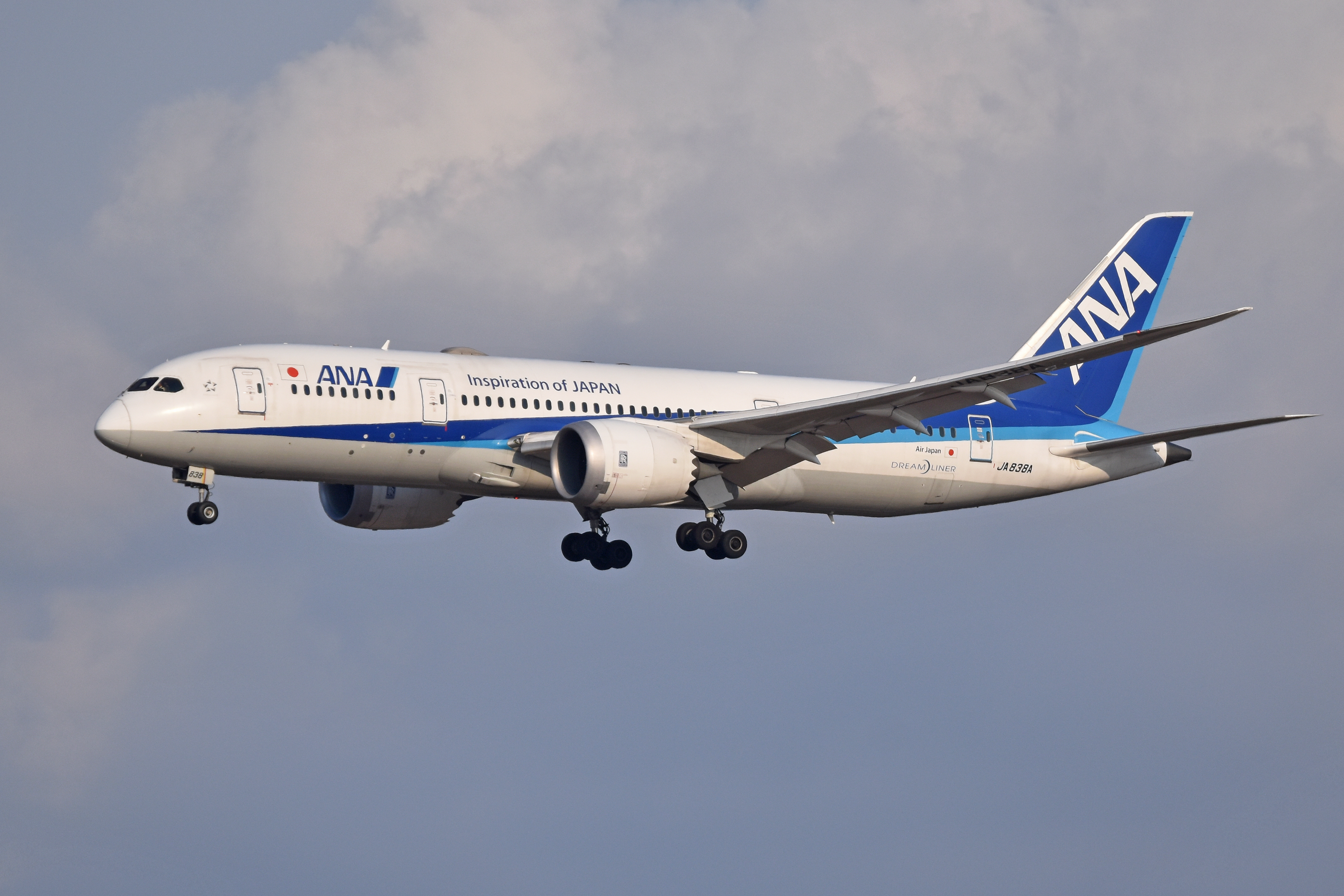
波音787-8

全日空日本航空與母公司全日空共用部分飛機，機隊如下:
- 客機
  - 波音787-8
  - 波音787-9
  - 波音787-10

## 過去使用機型
- 客機
  - 波音767-381ER
- 貨機
  - 波音767-381ERF: 4機  （JA601F、JA602F、JA604F、JA605F）
  - 波音767-381BCF: 5機  （JA8323、JA8358、JA8664、JA8970、JA603A）

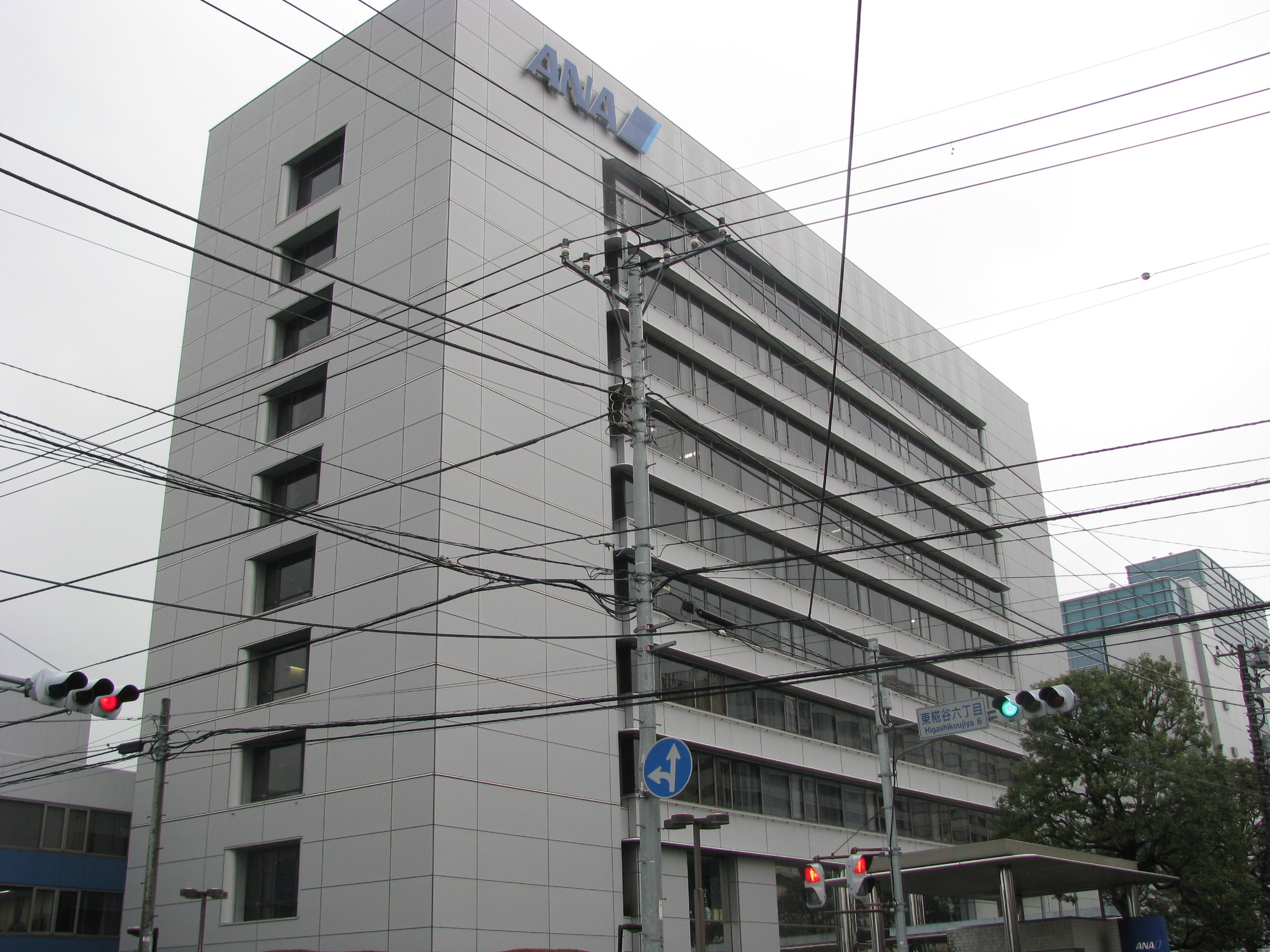
總部和訓練中心
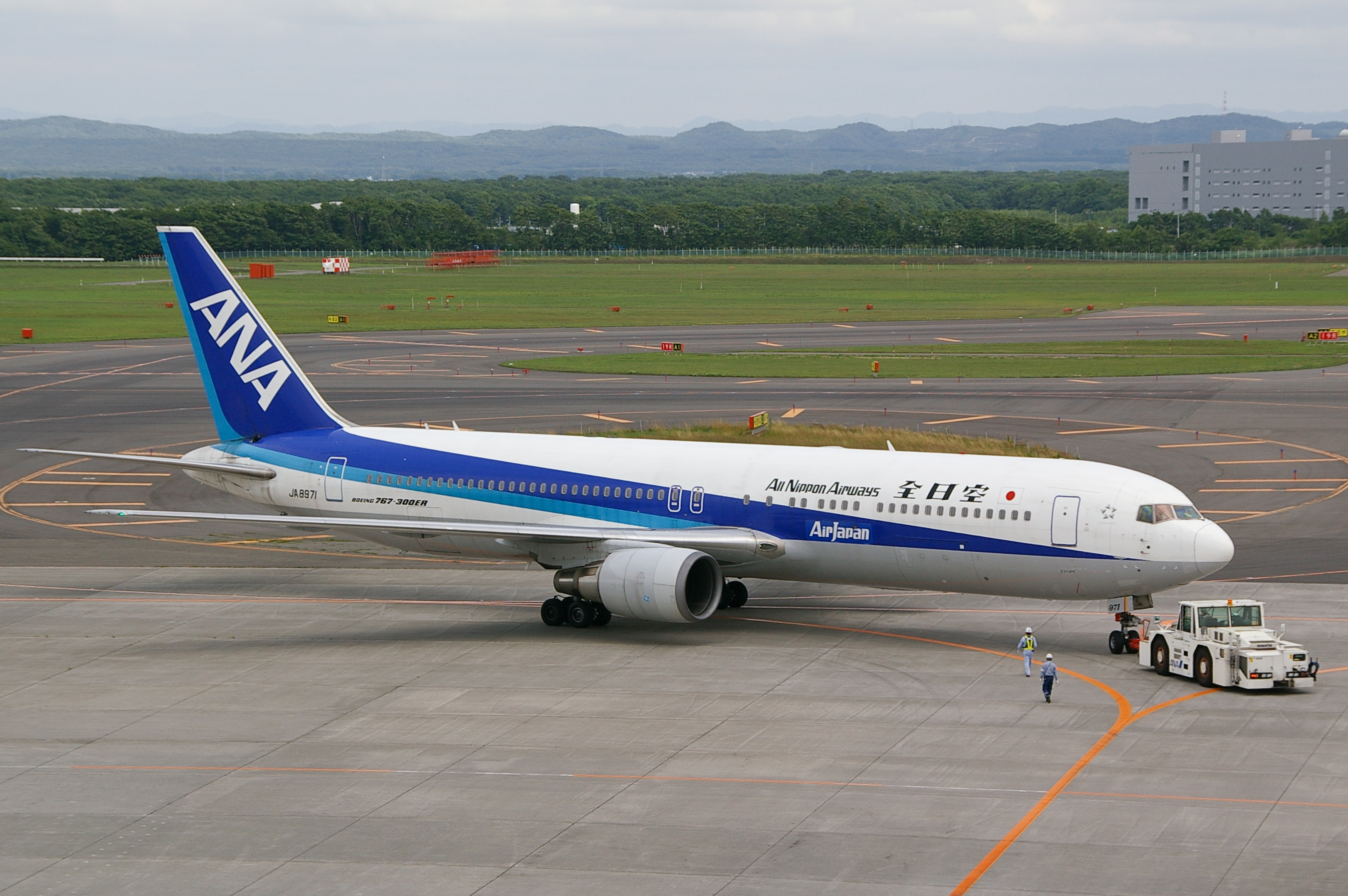
波音767-300ER在新千歲機場 已退役

## 備註
1. ↑  .   [2008-12-23]. （原始内容存档于2008-08-28）.
2. ↑  . ANA.   [2024-01-26]. （原始内容存档于2024-01-26）.
3. ↑  . www.air-japan.co.jp.   [2024-01-18]. （原始内容存档于2024-06-19） （日语）.
4. ↑  株式会社インプレス. . トラベル Watch. 2022-03-08  [2024-06-18]. （原始内容存档于2024-06-18） （日语）.
5. ↑  運行路線 - エアージャパン
6. ↑  エアージャパン運航便のご案内 - ANA

## 外部連結
- Air Japan（页面存档备份，存于）（日語）（英文）